# 北海道道1030号石勝高原幾寅線

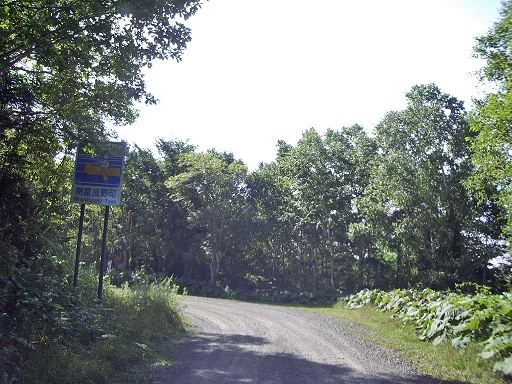
幾寅峠

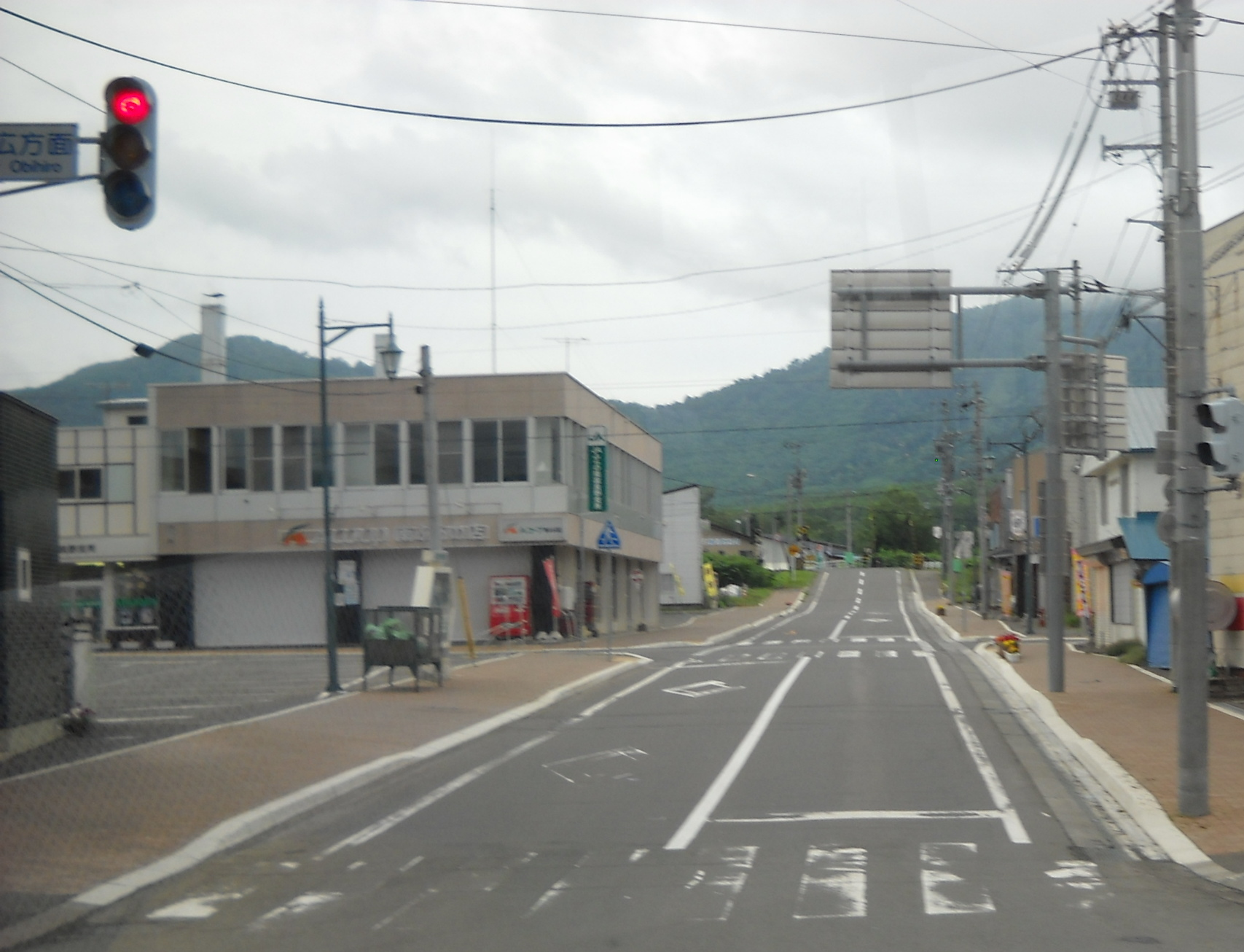
終点の様子

北海道道1030号石勝高原幾寅線（ほっかいどうどう1030ごう せきしょうこうげんいくとらせん）は、北海道勇払郡占冠村と空知郡南富良野町を、幾寅峠を経て結ぶ一般道道である。

## 概要
幾寅峠周辺の約9km間は未舗装区間である。

### 路線データ
- 起点：北海道勇払郡占冠村下トマム（北海道道136号夕張新得線交点）
- 終点：北海道空知郡南富良野町幾寅（国道38号・北海道道465号金山幾寅停車場線交点）
- 総距離：17.6 km
- 冬期通行止：石勝ゲート - 幾寅峠 - 幾寅ゲート15.0 km（10月中旬 - 5月下旬）

## 歴史
- 1983年（昭和58年）3月31日 - 路線認定[1]。

## 地理

### 通過する自治体
- 上川総合振興局
  - 勇払郡占冠村
  - 空知郡南富良野町

### 主な接続道路
占冠村
- 北海道道136号夕張新得線 - 下トマム（起点）

南富良野町
- 国道38号 - 幾寅（終点）
- 北海道道465号金山幾寅停車場線 - 幾寅（終点）